# كلير إل. جليسون
كلير إل. جليسون (بالإنجليزية: Clair L. Gleason)‏ هو مدير فني أمريكي، ولد في 17 مايو 1923 في بور أوك في الولايات المتحدة، وتوفي في 29 يونيو 1986 في هتشنسون في الولايات المتحدة.